# Частные тюрьмы
Частные тюрьмы (англ. private prison или англ. for-profit prison) — пенитенциарные учреждения, принадлежащие коммерческим организациям, ориентированным на получение прибыли. Такие организации заключают договоры с государством на управление тюремными учреждениями. Сторонники такой системы утверждают, что это позволяет государству экономить средства, так как частные компании управляют тюрьмами более эффективно, чем государственные тюремные службы.
Частные тюрьмы такого рода контролируются государственными органами, и их следует отличать от частных тюрем феодалов в Средние века, где заключённые подвергались такому обращению, которое феодал считал подходящим.

## В США
Частные тюрьмы распространены в США. В феврале 1983 года венчурная компания Massey Burch Investment получила от властей штата Теннесси контракт на приватизацию тюрьмы Hamilton County. В 1984 г. созданная инвесторами Massey Burch для управления местами заключения Corrections Corporation of America (ССА) получила в управление уже все тюрьмы штата за 200 млн долл.. В 1986 году она своими силами построила тюрьму Shelby Training Center для малолетних преступников. Она же в 1992 году первой из частных компаний получила в управление Центр заключения Ливенворта.
Постепенно CCA распространила деятельность и на другие штаты, а в 1994 г. создала подразделение для перевозки заключенных — TransCorAmeriса. Уже к 1998 г. CCA контролировала более 50 % тюремного бизнеса США. На 2012 год ССА нанимала почти 17,5 тыс. служащих, имела 46 собственных тюрем в 14 штатах и являлась оператором еще 21 госучреждения по исполнению наказаний. С 1986 г. акции CCA участвовали в торгах на Нью-Йоркской фондовой бирже, где капитализация корпорации оценивалась в $ 2,26 млрд. Чистый доход CCA вырос с 50,1 млн долл. в 2005 г. до 155 млн долл. в 2009 г.
К декабрю 2000 года в США было 153 частные тюрьмы совокупной вместимостью 119 000 человек. В 2011 году 85 604 человека содержались в 107 частных тюрьмах. Это составляло 3,7 % от общей вместимости американских тюрем и 9 % от общего числа заключенных. Однако в таких штатах, как Аризона, эта доля доходила до 20 %.
Согласно исследованиям, с 1999 по 2004 г. правительство США сэкономило около 15 млн $ на использовании частных тюрем. Экономия только на строительстве составила 15–25 %, на содержании осужденных — 10–15 % (при этом стоимость человеко-дня в зависимости от заполненности тюрьмы составляла от 15 до 60 долларов).
Тюремная индустрия США на 2012 год производила 100 % военных касок, форменных ремней и портупей, бронежилетов, идентификационных карт, рубашек, брюк, палаток, рюкзаков и фляжек. Помимо военного снаряжения и обмундирования, здесь изготавливали 98 % монтажных инструментов, 46 % пуленепробиваемых жилетов, 36 % бытовой техники, 30 % наушников, микрофонов, мегафонов и 21 % офисной мебели, а также авиационное и медицинское оборудование и многое другое.
Практика деятельности частных тюрем в США подвергается критике. Утверждается, что управляющие тюрьмами компании лоббируют приговоры на более длительные сроки. Так, сотрудник ООН, преподаватель Колумбийского университета Говард Стивен Фридман говорит, что "политики используют тюремное заключение в корыстных целях, завлекая избирателей своим строгим подходом к борьбе с преступностью и одновременно выполняя заказ частных тюремных компаний, для которых увеличение количества заключенных является залогом растущей прибыли". Кроме того, частные компании обычно отказываются принимать в свои тюрьмы тяжело больных заключенных, чтобы не нести затраты на их лечение, и даже отправляют заболевших в своих тюрьмах в государственную тюремную систему.

## В других странах
По нескольку частных тюрем действует в Австралии, Канаде, Швеции. Во Франции с 1990-х гг. существуют частно-государственные тюрьмы: частные подрядчики строят и обслуживают их, а контроль над осужденными и их жизнеобеспечение государство оставило за собой. В Бразилии в 1999 г. избран промежуточный вариант между моделями США и Франции: внешнюю охрану тюрем осуществляют правительственные подразделения, внутренний распорядок обеспечивают частники. Две частные тюрьмы с 2008 года действовали в Эстонии.

### Великобритания
Первая частная тюрьма в Великобритании появилась в 1992 году после того, как британская компания Securicor (ныне G4S) выиграла тендер на управление тюрьмой Wolds в Йоркшире вместимостью около 400 осужденных. В настоящее время в Англии, Шотландии и Уэльсе действуют 12 частных тюрем. G4S остаётся лидером британского тюремного рынка: в 2009 г. её чистый доход составил 219,2 млн фунтов, а капитализация на Лондонской фондовой бирже в конце мая 2010 г. достигла 3,67 млрд фунтов.
На 2013 год в Англии и Уэльсе было 14 частных пенитенциарных учреждения на 13 500 человек (около 15 % тюремного населения), ещё два таких учреждения было в Шотландии. В 2012 году правительство Великобритании заявило, что намерено передать в частное управление все тюрьмы страны.

### Австралия
Частные тюрьмы действуют также в Австралии.

### Израиль
В 2004 году закон, допускавший существование частных тюрем, был принят в Израиле, после чего компания AFI Group построила тюрьму на 2000 человек. Но эта тюрьма так и не открылась, поскольку в 2009 году Верховный суд Израиля признал создание частных тюрем неконституционным, так как передача права держать людей в заключении в руки частной компании, имеющей целью извлечение прибыли, лишает само заключение изрядной доли легитимности. Создание частных тюрьм обсуждалось и в других странах.